# Peter Jonas Bergius

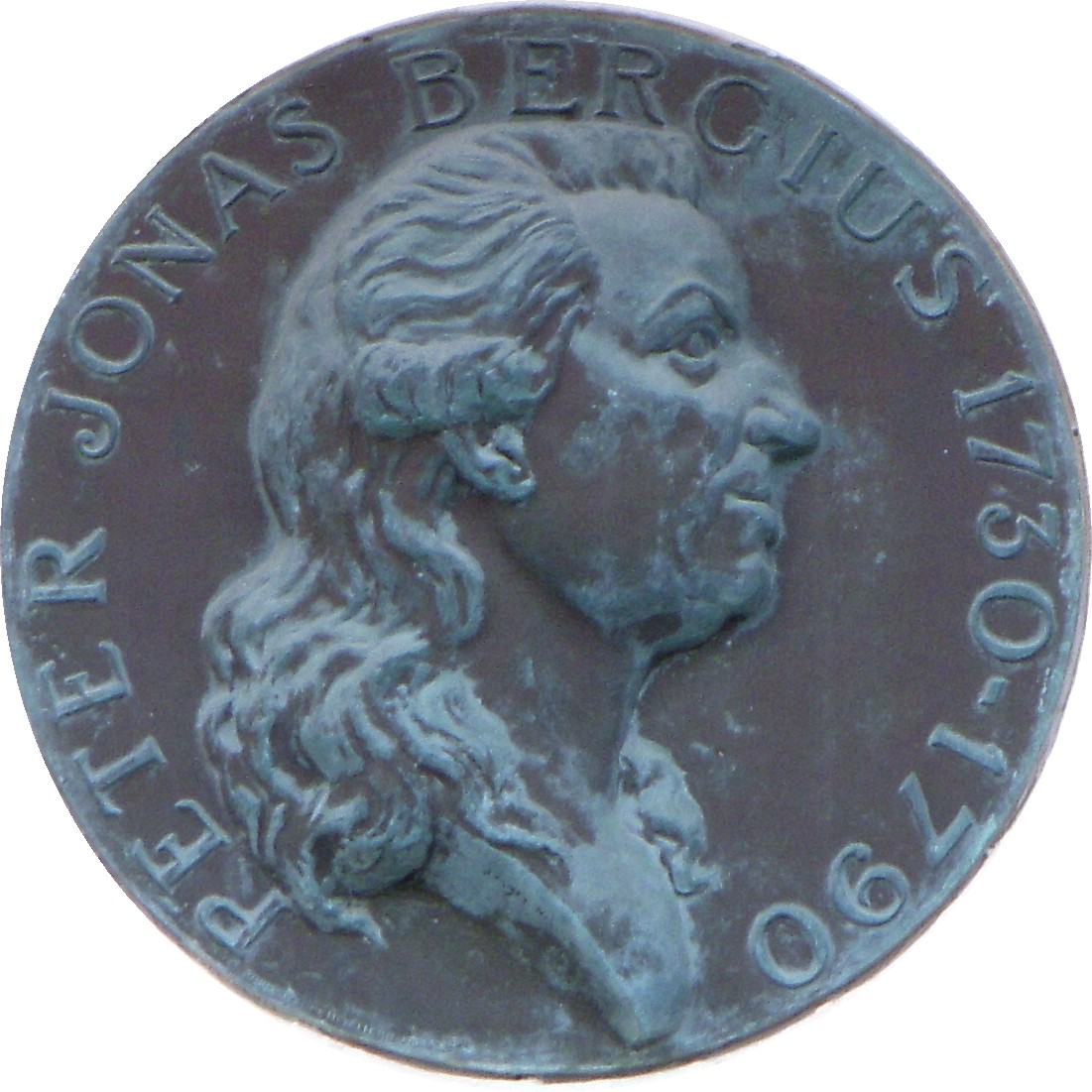
Peter Jonas Bergius.
Medaljong i Bergianska trädgården, Stockholm.

Peter Jonas Bergius, född 13 juli 1730 på Erikstad i Vittaryds socken i Småland som son till häradshövdingen Bengt Bergius och hans hustru Sara Maria Dryselia, död 10 juli 1790 i Stockholm, var en svensk läkare och donator. Bergius, som var ogift, var bror till Bengt Bergius.

## Biografi
Vid sexton års ålder inskrevs Bergius som student vid Lunds universitet, promoverades vid Uppsala universitet till medicine doktor 1754. Bosatt i Stockholm där han hade läkarpraktik utnämndes han till hist. nat. et pharmac. professor 1761, till assessor i Collegium medicum 1766, och var en av huvudstadens mest anlitade läkare. Bland hans skrifter må nämnas: hans inträdestal i Kungliga Vetenskapsakademien Om Stockholm för 200 år sedan och Stockholm nu förtiden i anseende till handel och vetenskaper 1758, Materia Medica 1778, samt hans Tal om fruktträdgårdar och deras främjande i vårt rike 1780. Bergius hade ovanliga botaniska kunskaper samt främjade koppympningen.
Genom testamente skänkte han till Kungliga Vetenskapsakademien sitt bibliotek, sin dyrbara örtsamling, 100 000 daler kopparmynt och sin vid Karlbergsallén belägna vackra malmgård, med villkor att där inrättades en undervisningsanstalt för trädgårdsskötsel. Det skedde och institutionen blev känd som Bergianska trädgården eller Bergielund samt stod under uppsikt av en av akademien tillsatt Professor Bergianus. Sedan det ursprungliga Bergielund vid Stockholms stora tillväxt på 1870-talet intagits i stadsplanen, försåldes det 1884 av akademien för 1 020 000 kr och ett nytt Bergielund kom till stånd på den inköpta egendomen Frescati vid Brunnsviken. Stockholmarna fick där en botanisk trädgård, delad i två avdelningar, en praktisk och en vetenskaplig-botanisk.
Till minne av Bergius har Carl von Linné kallat ett växtsläkte Bergia och en liten täck blomma av Ericineernas familj Erica Bergiana bär även hans namn. Även äppelsorten P J Bergius (en röd form av Sävstaholm) är döpt efter Bergius.

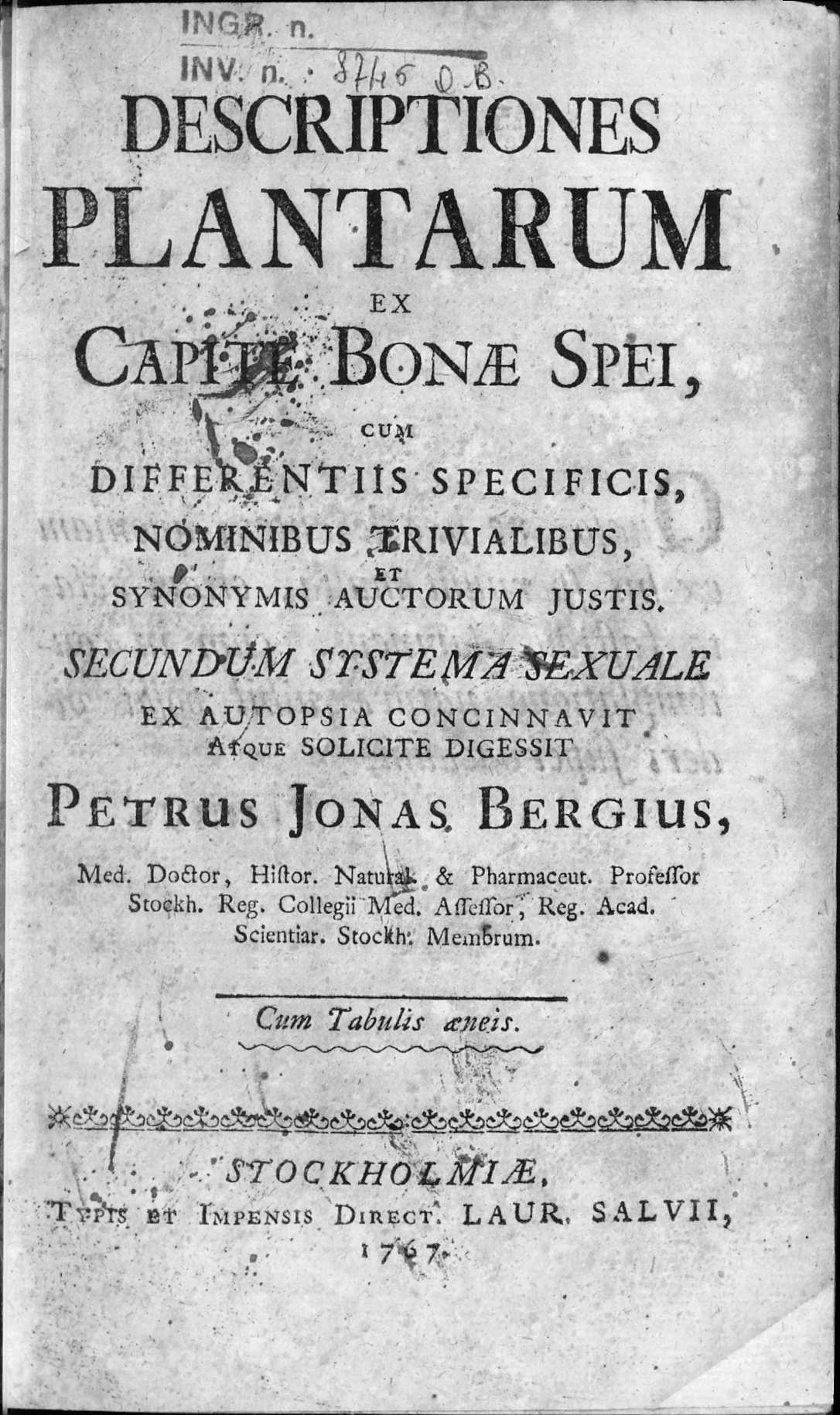
Descriptiones plantarum ex Capite Bonae Spei, 1767